# Tyler Breeze
Pour les articles homonymes, voir Breeze.
Mattias Clement (né le 19 janvier 1988 à Penticton, Colombie-Britannique) est un catcheur (lutteur professionnel) canadien. 
Il est connu pour avoir travaillé à la World Wrestling Entertainment, dans la division NXT, sous le nom de Tyler Breeze où il a remporté une fois le championnat par équipe de la NXT avec Fandango.

## Carrière

### Circuit Indépendant (2007-2010)
Clement s'entraîne auprès de Lance Storm à la Storm Wrestling Academy et dispute son premier match le 25 avril 2007 sous le nom de Mattias Wild à la Power Zone Wrestling dans l'Alberta où il bat Rage O'Riley,. Il travaille aussi à l'Elite Canadian Championship Wrestling ainsi qu'à la Prairie Wrestling Alliance (PWA) où en juillet 2009 il devient avec Dan Myers champion par équipe du Canada de la PWA après leur victoire sur Chucky Blaze et Brandon Van Danielson dans un match à quatre équipes comprenant aussi Alex Plexis et M ainsi qu'El Reverso et Andrew Hawkes,,. Ils perdent ce titre courant 2010,.

### World Wrestling Entertainment (2010-2021)

#### Florida Championship Wrestling (2010-2012)
Il signe un contrat avec la World Wrestling Entertainment (WWE) en août 2010 après avoir passé des essais à la Florida Championship Wrestling (FCW). Il rejoint la FCW où il prend le nom de ring de Mike Dalton et dispute son premier match télévisé au cours de l'enregistrement de l'émission du 17 juillet 2011 où il perd face à Alexander Rusev.
Il remporte le champion poids-lourds de Floride de la FCW face à Leo Kruger. Son règne prend fin le 23 février au cours de l'enregistrement de l'émission du 11 mars après sa défaite face à Kruger.
Le 15 juin, Leakee et lui remportent le championnat par équipe de Floride de la FCW face à CJ Parker et Jason Jordan, qu'ils perdent face aux mêmes adversaires le 13 juillet.

#### Passage à NXT (2012-2015)
En mai 2012, la WWE décide de changer le format de NXT pour en faire le nouveau club-école de la fédération en vue de la fermeture prochaine de la Florida Championship Wrestling,.
Le 24 juillet 2013, il change de personnage et se nomme désormais Tyler Breeze,.
Lors de NXT Takeover: Respect, il perd contre Apollo Crews.

#### Breezango et Face Turn (2015-2019)

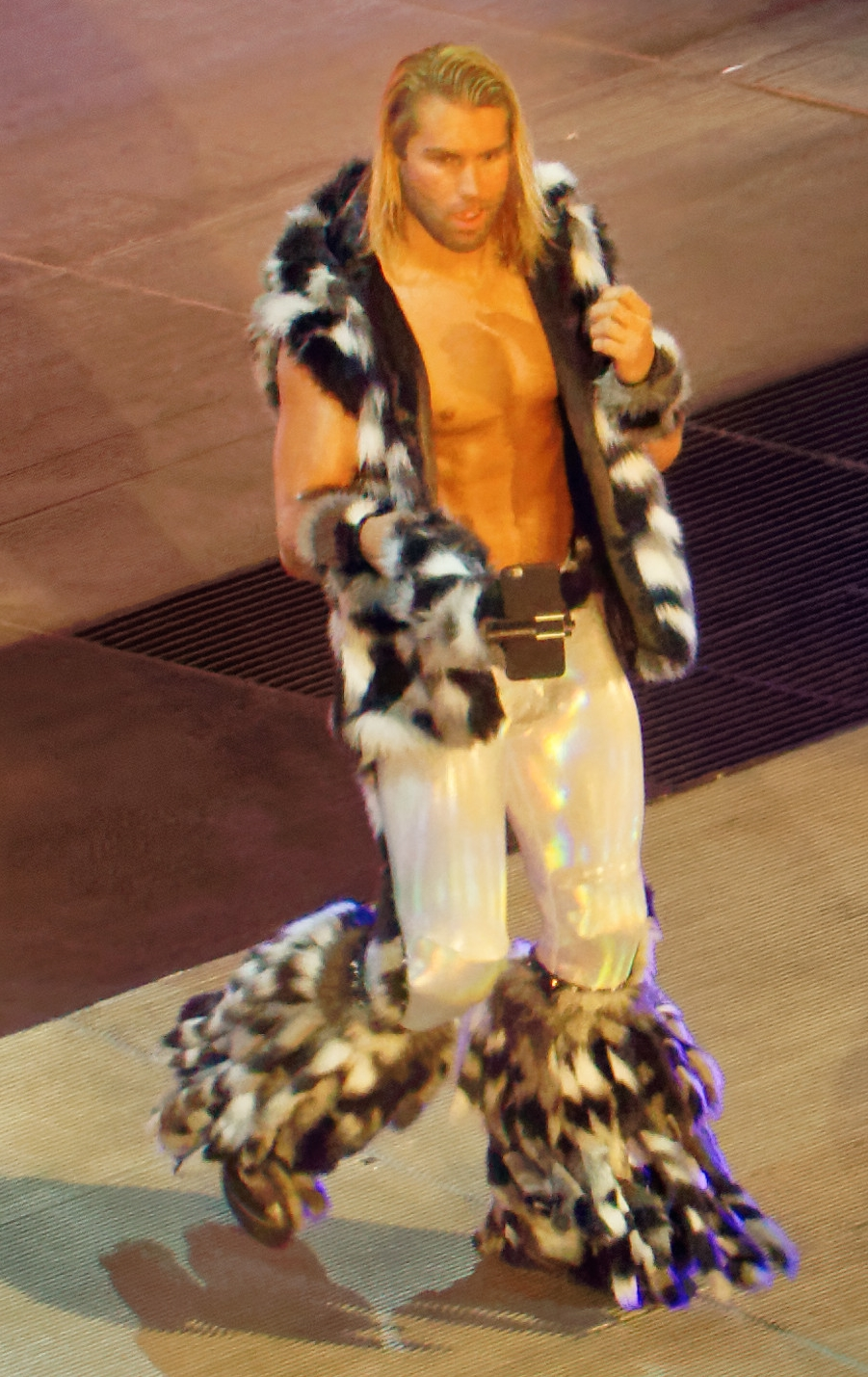
Breeze en Avril 2016

Le 22 octobre à SmackDown, il fait ses débuts au Roster Principal de la WWE pendant un segment de Miz TV, où il s'allie avec Summer Rae et attaque Dolph Ziggler. Le 9 novembre à Raw, il fait ses débuts dans le ring, en perdant face à Dean Ambrose dans un match au premier tour d'un tournoi pour couronner le nouveau champion du monde poids lourd de la WWE.
À Survivor Series, il bat Dolph Ziggler. 
Lors du Royal Rumble, il participe au royal rumble match où il rentre en 4e position mais sans succès en se faisant éliminer par A.J Styles en 2e position.
Lors de Battleground, il gagne avec Fandango contre The Usos.
Lors de Backlash (2017), ils perdent contre The Usos pour les titres WWE SmackDown Tag Team Championship. 
Lors du kick-off des Survivor Series, Breezango perdent contre Kevin Owens et Sami Zayn. Lors de Clash of Champions (2017), ils sont battus rapidement par The Bludgeon Brothers (Harper et Rowan). 
Le 11 mars lors du kick-off de Fastlane (2018), il fait équipe avec Fandango et Tye Dillinger  pour battre Mojo Rawley; Chad Gable & Shelton Benjamin.
Lors de WrestleMania 34, il perd la bataille royale en mémoire d'Andre The Giant au profit de Matt Hardy en se faisant éliminer par Shelton Benjamin.

#### Transfert de Breezango à Raw (2018-2019)
Le 16 avril à Raw lors du Superstar Shake-Up, Breeze et Fandango sont transférés à Raw et battent The Bar. Lors du WWE Greatest Royal Rumble, il entre en 30ème position dans le Royal Rumble match mais se fait éliminer par Mojo Rawley.

#### Retour à NXT et départ (2019-2021)
Le 22 mai à NXT, il effectue son retour en confrontant et en attaquant The Velveteen Dream. Lors de NXT TakeOver: XXV, il perd contre The Velveteen Dream et ne remporte pas le NXT North American Championship.
Lors de NXT TakeOver: XXX, ils battent El Legado del Fantasma (Joaquin Wilde et Raul Mendoza) et Oney Lorcan et Danny Burch  pour devenir les aspirants n°1 au NXT Tag Team Championship.
Le 25 juin 2021, il est renvoyé par la WWE.

## Palmarès
- Florida Championship Wrestling (FCW)
  - 1 fois champion poids-lourds de Floride de la FCW[31]
  - 1 fois champion par équipe de Floride de la FCW avec Leakee[13]

- Prairie Wrestling Alliance (PWA)
  - 1 fois champion par équipe du Canada de la PWA avec Dan Myers[9]

- World Wrestling Entertainment
  - 1 fois NXT Tag Team Champion avec Fandango[32]

### Classement de magazines
- Pro Wrestling Illustrated

| Année | 2012 | 2013 | 2014 | 2015 | 2016 | 2017 | 2018 | 2019 | 2020  |
| ----- | ---- | ---- | ---- | ---- | ---- | ---- | ---- | ---- | ----- |
| Rang  | 135  | 255  | 95   | 61   | 209  | 195  | 214  | 232  | 🔻483 |